# Роцков, Эмил
Эмил Роцков (серб. Емил Роцков; 27 января 1995, Нови-Сад, СРЮ) — сербский футболист, вратарь венгерского клуба «Фехервар» и сборной Сербии.

## Карьера
Родился в Нови-Саде, в футбол начал играть в местной академии «Болесников», а затем перешёл в «Воеводину». В основной состав впервые попал в сезоне 2013/2014, где играл до лета 2015 года. В 2014—2015 годах на правах аренды выступал за «Слогу» из Темерина, а в 2015 и за «Пролетер». В «Воеводину» вернулся в начале 2017 года и стал основным вратарём команды.
В июле 2020 года перешёл в венгерский «Фехервар», подписав с клубом четырёхлетний контракт. 
В 2012 году сыграл 2 матча за юношескую сборную Сербии (до 17 лет).